# 王鑫 (跳水运动员)
王鑫（1992年8月11日—），原名王若雪，湖北武漢人，中國女子跳水運動員。她在2008年北京奥运会上与陈若琳搭档夺得了双人10米跳台金牌。北京奥运会後，由於身高、體重都增高了不少，王鑫在10米跳台項目失去了競爭力，逐渐淡出了中國跳水隊主力陣容，改向跳板方向發展。

## 主要成績
- 2006年，多哈亞運會女子個人10米跳台冠軍。
- 2007年，墨爾本2007年世界游泳錦標賽女子10米跳台冠軍。
- 2007年，跳水系列賽美國站女子個人10米跳台冠軍。
- 2008年，北京奥运会双人10米跳台金牌。
- 2008年，北京奧運會個人10米跳台銅牌。
- 2011年，深圳大學生運動會個人10米跳台銅牌。